# I Liceum Ogólnokształcące im. Bolesława Chrobrego w Grudziądzu
I Liceum Ogólnokształcące im. Bolesława Chrobrego w Grudziądzu – publiczna szkoła ponadpodstawowa.

## Gmach
Gmach szkoły został wybudowany w 1870 r. za pieniądze uzyskane z francuskiej kontrybucji po przegranej wojnie z Prusami w 1870 r. Budowę ukończono w 1881 r. Wówczas mieściło się w nim pruskie Gimnazjum Królewskie. Instytucja ta przetrwała niemal 40 lat. Cechował ją bardzo wysoki poziom nauczania. Jednym z jej absolwentów był zdobywca Nagrody Nobla w dziedzinie chemii Walther Hermann Nernst. W 1920 r., po powrocie Grudziądza do granic Polski, powołano Państwowe Gimnazjum i Liceum Klasyczne, w którym uczył m.in. Stanisław Bochnig. W latach 1923–1925 dyrektorem gimnazjum był Jan Augustyński, późniejszy dyrektor Gimnazjum Macierzy Szkolnej w Gdańsku. Po II wojnie światowej w tym budynku mieściło się obecne II Liceum Ogólnokształcące im. Króla Jana III Sobieskiego. Równocześnie istniały tu trzy szkoły, m.in. 11-letnie liceum ogólnokształcące. Od czasu przeniesienia II Liceum do budynku przy ul. Brackiej (obecnie Marcinkowskiego) i rozdzieleniu szkół podstawowych i średnich w 1958 r. funkcjonuje nazwa I Liceum Ogólnokształcące im. Bolesława Chrobrego w Grudziądzu. W 1973 r. rozpoczęto budowę nowego skrzydła, które ukończono w 1974 r.

## Hymn szkoły
Od lat 60. XX wieku jednym z elementów szkolnej tradycji jest hymn, nawiązujący do patrona Bolesława Chrobrego.
- tekst: dr Stanisław Myśliborski-Wołowski (ówczesny dyrektor),
- muzyka: mgr Hubert Gumiński.

## Osiągnięcia
W roku szkolnym 2006/2007 szkoła uzyskała najwyższe osiągnięcie w swojej historii – zajęła 46. miejsce w ogólnopolskim rankingu szkół średnich.